# Варвар (фільм, 2022)
«Варвар» (англ. Barbarian) — фільм жахів 2022 року від режисера Зака Креггера за власним сценарієм та його перша самостійна режисерська робота. Продюсерами картини виступили Арнон Мілчен, Рой Лі, Рафаель Маргулес і Дж. Д. Ліфшиц. У головних ролях — Джорджина Кемпбелл, Білл Скашгорд і Джастін Лонг.
Прем'єра фільму відбулась 22 липня 2022 року на фестивалі San Diego Comic-Con, початок прокату в кінотеатрах США — 9 вересня 2022 року компанією 20th Century Studios. Фільм отримав схвальні відгуки, рецензенти високо оцінили сценарій і режисуру Креггера, а також акторський склад (особливо Кемпбелл). Картина несподівано стала гітом у прокаті, зібравши понад 45 мільйонів доларів у всьому світі проти бюджету в 4,5 мільйона доларів.

## Сюжет
Тесс Маршалл прибуває до Airbnb у Детройті напередодні співбесіди. Виявляється, що будинок був заброньований одночасно двома людьми, і в ньому вже перебуває чоловік на ім’я Кіт. Спочатку стривожена ситуацією, Тесс згодом знаходить спільну мову з Кітом і вирішує залишитися на ніч, поки він спить на дивані. Прокинувшись вночі, вона виявляє, що двері її спальні відчинені, що її лякає, але Кіт спить і запевняє, що не відчиняв двері.
Наступного ранку Тесс іде на співбесіду, де її попереджають бути обережною в районі будинку через сильний занепад міста. Повернувшись, вона поспіхом забігає всередину, коли бездомний чоловік біжить вулицею, закликаючи її тікати. Тесс випадково замикається в підвалі й натрапляє на прихований коридор, що веде до кімнати з камерою, брудним матрацом, відром і кривавим відбитком руки.
Кіт повертається до будинку й звільняє Тесс із підвалу. Ігноруючи її попередження, він іде досліджувати коридор. Не дочекавшись його повернення, Тесс іде за ним і знаходить ще одні приховані двері та глибший підземний тунель, де виявляє пораненого Кіта. Під час суперечки про те, куди йти, на Кіта зненацька нападає оголена, деформована жінка, відома як Мати, яка розбиває його голову об стіну.
Власник будинку, актор на ім’я Ей Джей, втрачає роботу в телесеріалі через звинувачення у зґвалтуванні колеги. Під тиском необхідності продати майно для покриття судових витрат, він приїжджає до Детройта, щоб оглянути будинок перед продажем. Ей Джей знаходить прихований тунель і намагається його виміряти, вважаючи, що це може підвищити вартість будинку. Мати нападає на нього в тунелі, і він падає в яму, де зустрічає Тесс. Флешбек до 1981 року показує Френка, первісного власника будинку, який купує речі для домашніх пологів, а потім переслідує жінку, плануючи її викрасти.
У сьогоденні Мати замикає Тесс і Ей Джея в ямі. Тесс пояснює, що Мати хоче, щоб вони поводилися як її діти. Матір забирає Ей Джея і намагається примусово його годувати грудьми. Тесс вдається втекти з будинку за допомогою Андре, бездомного чоловіка, який попереджає, що Мати переслідуватиме її після настання темряви.
Поки Мати відволіклася на втечу Тесс, Ей Джей знаходить кімнату, до якої Мати боїться підходити. Там він зустрічає лежачого Френка і вважає його ще однією жертвою. Ей Джей обіцяє викликати поліцію, але знаходить докази, що Френк викрадав і ґвалтував десятки жінок. Обурений, Ей Джей дорікає Френку, після чого той застрелюється з прихованого револьвера.
Тесс приводить поліцію до будинку, але вони не вірять її історії через брак доказів, вважаючи її божевільною наркоманкою через її розпатланий вигляд і відсутність документів, і йдуть із настанням ночі. Тесс проникає в будинок, забирає ключі від машини й збиває Матір, коли та виходить, імовірно вбивши її. Тесс повертається до підвалу, щоб врятувати Ей Джея, але він помилково стріляє в неї з револьвера Френка. Ей Джей допомагає Тесс вибратися, але виявляє, що тіло Матері зникло, і вони ховаються разом із Андре.
Андре пояснює, що Мати – результат багаторічного інцесту Френка зі своїми жертвами. Мати вривається, жорстоко вбиває Андре й переслідує Тесс і Ей Джея на водонапірній вежі. Ей Джей втрачає зброю й штовхає Тесс із вежі, щоб врятувати себе. Мати стрибає за нею й захищає її від падіння. Ей Джей виявляє, що Тесс жива, але коли він намагається виправдатися, Мати прокидається, виколює йому очі й розколює голову. Мати намагається втішити Тесс, але та, відчуваючи провину, застрелює її з пістолета Френка й кульгає геть на світанку.

## Акторський склад
- Джорджина Кемпбелл — Тесс Маршалл
- Білл Скашгорд — Кіт Тошко
- Джастін Лонг — Ейджей Гілбрайд
- Метью Патрік Девіс — Мати
- Річард Брейк — Френк
- Курт Бравнолер — Даг
- Джеймс Батлер — бомж Андре
- Брук Діллмен — мати Ейджея
- Сара Пекстон[en] — голос на відео/помічниця
- Кейт Босворт — Меліса
- Зак Креггер — Еверетт

## Виробництво

### Розробка

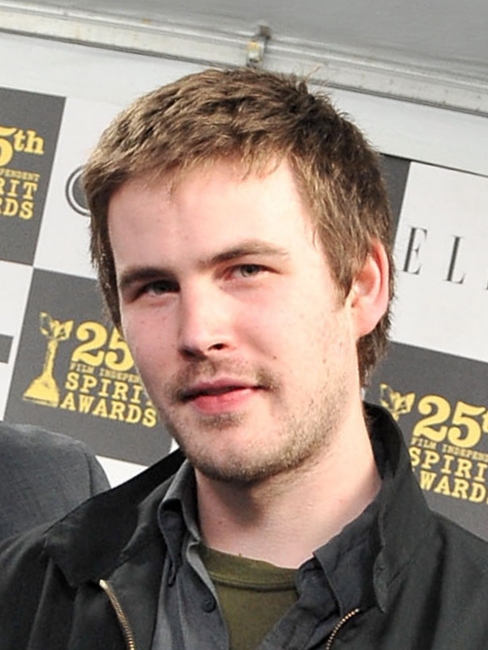
Зак Креггер, режисер та сценарист фільму

При розробці проєкту Зак Креггер надихався науково-популярною книгою «Дар страху», в якій містився фрагмент, який закликав жінок довіряти своїй інтуїції та не ігнорувати підсвідомі «червоні прапорці», які виникають у їхньому повсякденному спілкуванні з чоловіками. Спочатку Креггер почав писати єдину сцену на 30 сторінок із включенням до неї множинних «прапорців». Після численних нарисів Креггер у підсумку зупинився на ідеї про дівчину, яка забронювала будинок через Airbnb, а потім виявила, що він був двічі зарезервований. За словами Креггера, він побоювався, що напрямок історії буде надто передбачуваним, тому вирішив запровадити поворот сюжету, який «перевернув би сцену з ніг на голову».
На початку підготовки до виробництва Креггер звернувся до кількох фінансистів та дистриб'юторів, у тому числі A24 та Neon, але отримав відмову. У результаті фільм погодилася продюсувати BoulderLight Pictures під керівництвом Джей Ді Ліфшица та Рафаеля Маргулеса. Пізніше до них приєдналася Vertigo Entertainment після того, як Ліфшиц та Маргулес звернулися до його засновника Роя Лі, який був одним із перших наставників дуету. У середині 2020 року Ліфшиц і Маргулес надали фільму бюджет у розмірі 3,5 мільйона доларів, переважно за рахунок іноземного фінансування, більша частина якого надійшла від французької продюсерської компанії Logical Pictures.
У квітні 2021 року у зв'язку зі смертю засновника Logical Pictures Еріка Тавітяна Рой Лі заручився фінансовою підтримкою від компанії Regency Enterprises, яка збільшила бюджет проєкту до 4,5 мільйонів доларів. У результаті угоди між Regency та Disney права на поширення фільму набула 20th Century Studios.

### Кастинг
Зак Ефрон був першим кандидатом на роль Ейджея. Однак, коли Ефрон відмовився від ролі, режисер вирішив змінити образ героя і вибрав Джастіна Лонга за його «теплу, обеззброюючу та чарівну, милу присутність на екрані»; на думку Креггера, такий опис зробив би Ейджея більш привабливим для глядачів. Білл Скарсгард приєднався до проєкту на запрошення Роя Лі, з яким актор раніше співпрацював у фільмах «Воно» та «Воно 2».

### Зйомки
Знімальний процес відбувався влітку 2021 року в Болгарії. Епізоди з будинком та вулицею Барбарі були зняті в Софії, а натурні зйомки — в районі Брайтмур, Детройт. Сцени з автомобільною естакадою знімалися в Малібу.

## Реліз

### Маркетинг
Перший трейлер «Варвара» вийшов 23 червня 2022 року в кінотеатрах під час передпоказу фільму «Чорний телефон». За словами Рафаеля Маргулеса, під час маркетингу сюжет фільму тримався в таємниці для збереження інтриги.
23 вересня 2022 року, вже після виходу фільму, було випущено альтернативний трейлер, який жартівливо зображувався як «новий проєкт Джастіна Лонга».

### Випуск
22 липня 2022 CinemaBlend та AMC Theatres організували прем'єру фільму на San Diego Comic-Con, де він отримав позитивні відгуки від публіки. Фільм також був показаний на фестивалі FrightFest 29 серпня 2022.
У США випуск фільму спочатку планувався на 12 серпня 2022, проте пізніше був перенесений на 31 серпня, а потім — на 9 вересня цього ж року. Після високих оцінок на тестових показах компанія Disney ухвалила рішення випустити фільм у кінотеатрах.

## Критика
Фільм з успіхом пройшов у прокаті і отримав позитивні відгуки, набравши 93% на Rotten Tomatoes та 78 балів зі 100 на Metacritic. Аудиторія сайту CinemaScore оцінила фільм на «C+» по шкалі від A+ до F, а користувачі PostTrak дали картині 70 % позитивних відгуків, 54 % вказали що точно рекомендують до перегляду.